# TimeSplitters 4
 (août 2025).
Motif : Jeu en "projet" depuis près de 20 ans, toujours rien à l'horizon… Envisager une redirection vers TimeSplitters.
- Archive Wikiwix
- Bing
- Cairn
- DuckDuckGo
- E. Universalis
- Gallica
- Google
- G. Books
- G. News
- G. Scholar
- Persée
- Qwant
- (zh) Baidu
- (ru) Yandex
- (wd) trouver des œuvres sur Wikidata

| 1. | Préciser le motif de la pose du bandeau. | Précisez le motif de la pose du bandeau en utilisant la syntaxe suivante : {{admissibilité à vérifier\|date=août 2025\|motif=remplacez ce texte par le motif}}                       |
| 2. | Informer les utilisateurs concernés.     | Pensez à avertir le créateur de l'article, par exemple, en insérant le code ci-dessous sur sa page de discussion : {{subst:avertissement admissibilité à vérifier\|TimeSplitters 4}} |

TimeSplitters 4 est un jeu vidéo de type FPS qui est le quatrième épisode de la série TimeSplitters. La production du jeu a été annoncée pour la première fois en octobre 2007 par Free Radical Design au moyen d'une courte vidéo publiée sur le site de la compagnie. 
Néanmoins, un an après cette annonce, Free Radical Design, à la suite de l'échec commercial et critique du jeu Haze, ferme ses portes en décembre 2008. Toutefois, le studio est très vite racheté par Crytek, compagnie responsable de Far Cry et de Crysis, et renommé « Crytek UK ». Le groupe Crytek assigne au studio la réalisation de la partie multijoueurs de Crysis 2, et après la sortie de ce dernier en mars 2011, des rumeurs réapparaissent quant à la reprise du développement de TimeSplitters 4 ; Crytek a même parlé plusieurs fois d'un nouveau projet qui sera dévoilé au salon de l'E3 2011, ne rejetant pas l'idée d'un nouvel opus de la série TimeSplitters.
Après de nombreuses annulations et d'années de silence, Deep Silver a annoncé en mai 2021 que TimeSplitters 4 était de nouveau sur les rails et que le développement allait commencer dans les mois qui suivront.